# Kabinett Raffarin I
Das Kabinett Raffarin I war vom 6. Mai bis zum 17. Juni 2002 die französische Regierung unter Premierminister Jean-Pierre Raffarin und Staatspräsident Jacques Chirac.
Das Kabinett amtierte nur für eine Übergangszeit zwischen der Präsidentschaftswahl und den Parlamentswahlen 2002. Die Vorgängerregierung, das Kabinett Jospin, war am Tag nach dem 2. Wahlgang der Präsidentenwahl, am 6. Mai 2002, zurückgetreten. Der wiedergewählte Staatspräsident Jacques Chirac nominierte anschließend, trotz der noch bestehenden linken Parlamentsmehrheit, einen bürgerlichen Premierminister. Am Tag nach dem zweiten Wahlgang der Parlamentswahlen, am 17. Juni 2002, trat die Regierung Raffarin I wie nach Parlamentswahlen üblich zurück. Jean-Pierre Raffarin wurde unmittelbar wieder mit der Regierungsbildung beauftragt und bildete das Kabinett Raffarin II.
Die meisten Regierungsmitglieder gehörten der während der Präsidentschaftswahl gegründeten Union pour la majorité présidentielle (UMP) an, zu diesem Zeitpunkt ein Parteienbündnis unter anderem aus dem Rassemblement pour la République (RPR), der Démocratie libérale (DL) und der Parti radical valoisien (PRV). Auch viele Abgeordnete der Union pour la démocratie française (UDF) waren zur UMP gewechselt.

## Premierminister
| Amt             | Name                 | Partei |
| --------------- | -------------------- | ------ |
| Premierminister | Jean-Pierre Raffarin | UMP/DL |

## Minister
| Amt                                                                             | Name                  | Partei    |
| ------------------------------------------------------------------------------- | --------------------- | --------- |
| Minister für Inneres, Innere Sicherheit und lokale Freiheiten                   | Nicolas Sarkozy       | UMP/RPR   |
| Minister für soziale Angelegenheiten, Arbeit und Solidarität                    | François Fillon       | UMP/RPR   |
| Justizminister                                                                  | Dominique Perben      | UMP/RPR   |
| Minister für Äußeres, Zusammenarbeit und Frankophonie                           | Dominique de Villepin | UMP/RPR   |
| Ministerin für Verteidigung und Veteranen                                       | Michèle Alliot-Marie  | UMP/RPR   |
| Minister für Jugend, Bildung und Forschung                                      | Luc Ferry             | parteilos |
| Minister für Wirtschaft, Finanzen und Industrie                                 | Francis Mer           | parteilos |
| Minister für Infrastruktur, Verkehr, Wohnen, Tourismus und Meer                 | Gilles de Robien      | UDF       |
| Ministerin für Umwelt und nachhaltige Entwicklung                               | Roselyne Bachelot     | UMP/RPR   |
| Minister für Gesundheit, Familie und behinderte Menschen                        | Jean-François Mattei  | UMP/DL    |
| Minister für Landwirtschaft, Ernährung, Fischerei und ländliche Angelegenheiten | Hervé Gaymard         | UMP/RPR   |
| Minister für Kultur und Kommunikation                                           | Jean-Jacques Aillagon | UMP/RPR   |
| Minister für Verwaltung, Staatsreform und Raumordnung                           | Jean-Paul Delevoye    | UMP/RPR   |
| Ministerin für Übersee                                                          | Brigitte Girardin     | UMP       |
| Minister für Sport                                                              | Jean-François Lamour  | UMP       |

## Beigeordnete Minister
| Amt                                         | Name                       | Partei     | zugeordnetes Ministerium                                         |
| ------------------------------------------- | -------------------------- | ---------- | ---------------------------------------------------------------- |
| Minister für Haushalt\|                     | Alain Lambert              | UMP/ex-UDF | Ministerium für Wirtschaft, Finanzen und Industrie               |
| Minister für lokale Freiheiten              | Patrick Devedjian          | UMP/RPR    | Ministerium für Inneres, Innere Sicherheit und lokale Freiheiten |
| Minister für europäische Angelegenheiten    | Renaud Donnedieu de Vabres | UMP/ex-UDF | Ministerium für Äußeres, Zusammenarbeit und Frankophonie         |
| Minister für Schulbildung                   | Xavier Darcos              | UMP/RPR    | Ministerium für Jugend, Bildung und Forschung                    |
| Minister für Hochschulbildung und Forschung | François Loos              | UMP/PRV    | Ministerium für Jugend, Bildung und Forschung                    |
| Minister für Städte                         | Jean-Louis Borloo          | UMP/PRV    | Minister für soziale Angelegenheiten, Arbeit und Solidarität     |

## Staatssekretäre
| Amt                                                                                              | Name                | Partei  | zugeordnetes Ministerium                                        |
| ------------------------------------------------------------------------------------------------ | ------------------- | ------- | --------------------------------------------------------------- |
| Staatssekretär für die Beziehungen zum Parlament, Regierungssprecher                             | Jean-François Copé  | UMP/RPR | Premierminister                                                 |
| Staatssekretärin für nachhaltige Entwicklung                                                     | Tokia Saïfi         | UMP/GE  | Ministerium für Umwelt und nachhaltige Entwicklung              |
| Staatssekretärin für den Kampf gegen Prekarisierung und Exklusion                                | Dominique Versini   | UMP/RPR | Ministerium für soziale Angelegenheiten, Arbeit und Solidarität |
| Staatssekretär für kleine und mittlere Unternehmen, Handel, Handwerk, freie Berufe und Verbrauch | Renaud Dutreil      | UMP/PRV | Ministerium für Wirtschaft, Finanzen und Industrie              |
| Staatssekretärin für das Meer                                                                    | Nicole Ameline      | UMP/DL  | Minister für Infrastruktur, Verkehr, Wohnen, Tourismus und Meer |
| Staatssekretär für Verkehr                                                                       | Dominique Bussereau | UMP/DL  | Minister für Infrastruktur, Verkehr, Wohnen, Tourismus und Meer |